# Оуквуд (округ Монтгомері, Огайо)
Оуквуд (англ. Oakwood) — місто (англ. city) в США, в окрузі Монтгомері штату Огайо. Населення — 9572 особи (2020).

## Географія
Оуквуд розташований за координатами 39°43′13″ пн. ш. 84°10′24″ зх. д. / 39.72028° пн. ш. 84.17333° зх. д. (39.720214, -84.173322).  За даними Бюро перепису населення США в 2010 році місто мало площу 5,68 км², уся площа — суходіл.

## Демографія
Згідно з переписом 2010 року, у місті мешкали 9202 особи в 3543 домогосподарствах у складі 2521 родини. Густота населення становила 1619 осіб/км².  Було 3772 помешкання (664/км²).
Расовий склад населення:
| - 95,3 % — білих - 1,4 % — азіатів - 0,9 % — чорних або афроамериканців - 0,2 % — корінних американців |

До двох чи більше рас належало 1,6 %. Частка іспаномовних становила 1,8 % від усіх жителів.
За віковим діапазоном населення розподілялося таким чином: 30,6 % — особи молодші 18 років, 57,5 % — особи у віці 18—64 років, 11,9 % — особи у віці 65 років та старші. Медіана віку мешканця становила 40,5 року. На 100 осіб жіночої статі у місті припадало 90,2 чоловіків;  на 100 жінок у віці від 18 років та старших — 86,6 чоловіків також старших 18 років.
Середній дохід на одне домашнє господарство  становив 133 936 доларів США (медіана — 105 195), а середній дохід на одну сім'ю — 160 503 долари (медіана — 123 661). Медіана доходів становила 95 705 доларів для чоловіків та 66 135 доларів для жінок. За межею бідності перебувало 3,4 % осіб, у тому числі 0,8 % дітей у віці до 18 років та 9,0 % осіб у віці 65 років та старших.
Цивільне працевлаштоване населення становило 4358 осіб. Основні галузі зайнятості: освіта, охорона здоров'я та соціальна допомога — 33,4 %, науковці, спеціалісти, менеджери — 16,2 %, виробництво — 10,7 %, роздрібна торгівля — 8,0 %.